# كولن دون
كولن دون (بالإنجليزية: Colin Dunne)‏ هو مصمم رقص بريطاني، ولد في 8 مايو 1968 في برمنغهام في المملكة المتحدة.

## وصلات خارجية
- الموقع الرسمي